# Recuerdos de la Alhambra
Recuerdos de la Alhambra es una obra para guitarra clásica compuesta en Granada por el guitarrista y compositor español Francisco Tárrega en el año 1896.
Ha sido versionada por Mike Oldfield, para la banda sonora de la película The killing fields con el tema “Etude”

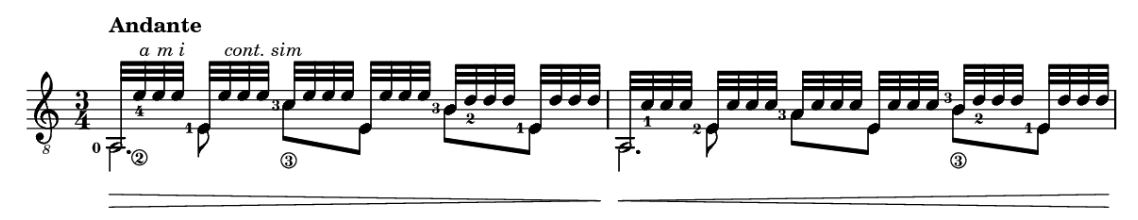
Primeros dos compases de Recuerdos de la Alhambra

## Estructura
La pieza se caracteriza por utilizar la técnica conocida como trémolo para interpretar la línea melódica, en la cual cada nota es tocada varias veces de forma rápida, dando lugar esta sucesión a la ilusión de que dicha nota suena de forma sostenida. Para llevar a cabo esta técnica, el intérprete puntea la cuerda con los dedos anular, corazón e índice de forma secuencial. El pulgar es utilizado para tocar el acompañamiento en arpegios más graves que la melodía. Es común pensar que la obra está siendo interpretada por dos guitarras la primera vez que se escucha.
La sección "A" de la pieza está escrita en una tonalidad menor, mientras que la "B" lo está en el grado mayor de la misma tonalidad, más específicamente La Menor y La Mayor, respectivamente. Es por esto que el principio de la obra tiene un matiz melancólico hasta la modulación a La Mayor, donde se percibe un sonido mucho más brillante y excitante.